# 왕진 (수호전)

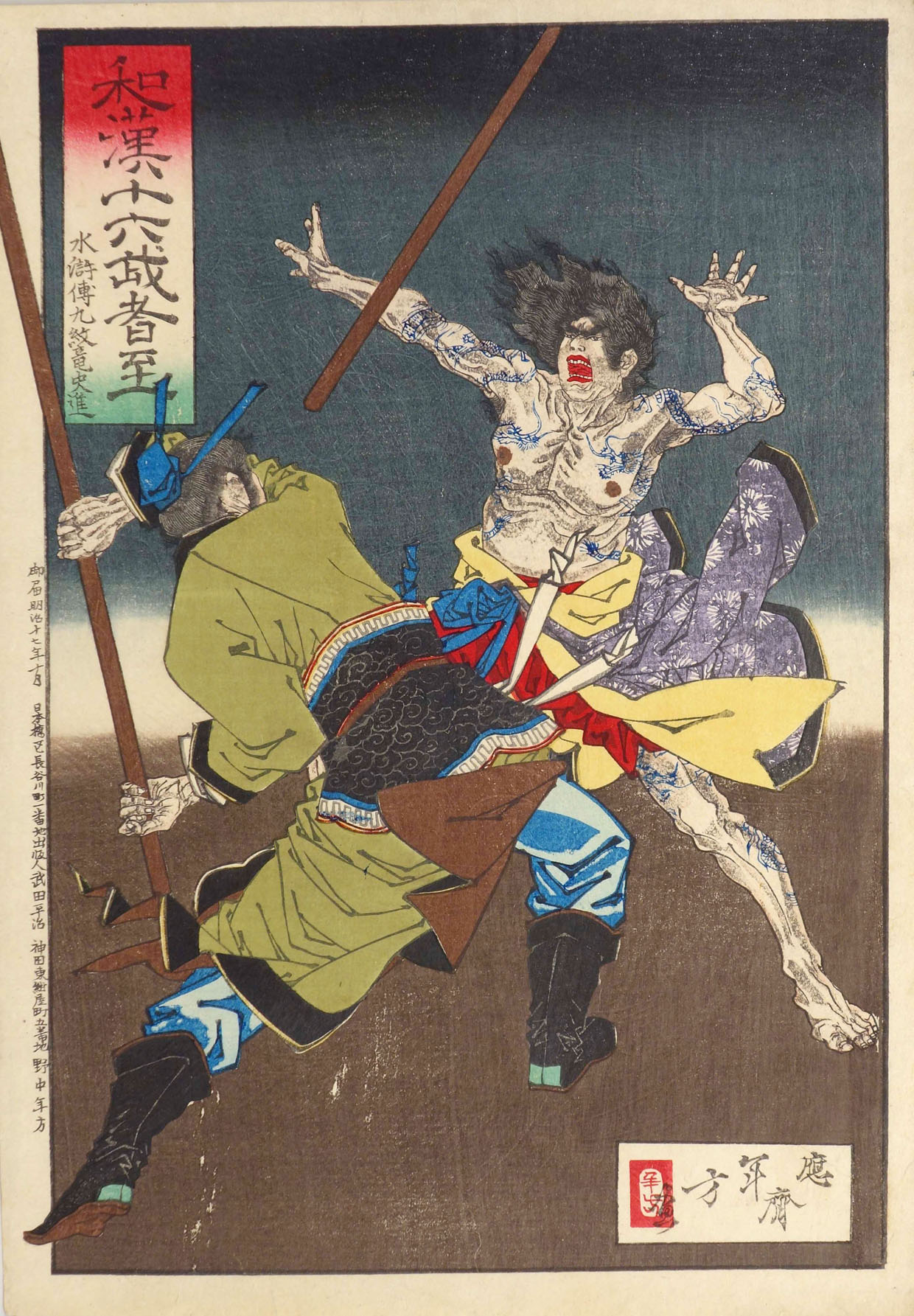

왕진(王進)은 중국의 사대기서(四大奇書) 중 하나인 《수호전》(水滸傳)에 등장하는 인물로, 무술의 달인이며 80만 금군 교두(무술사범)를 지냈다. 60세가 넘은 노모와 단둘이 산다. 악인인 고구의 손에서 도망치던 중 108성의 한 사람인 구문룡 사진에게 십팔반 병기를 가르쳤다.

## 생애
고구가 전수부(殿帥府) 태위로 취임했을 때, 전수부 소속 사람들은 모두 그의 밑으로 인사하러 갔으나 단 한 명 교두 왕진만은 보름 전부터 병환을 이유로 결석해 있었다. 격노한 고구는 왕진을 강제로 불러들여 심하게 비난하며 나무랐는데, 이유인 즉슨 과거에 고구가 봉술을 할 줄 안다고 거리에서 행패를 부리다가 왕진의 아버지인 왕승(王昇)에게 혼쭐이 나서 서너 달 동안 일어나지 못한 적이 있었기 때문이었다. 고구의 보복을 두려워한 왕진은 연안부(그곳에는 왕진의 무예 솜씨를 아는 사람이 많았다)로 도망치기로 결심하고, 그날 밤 몰래 어머니를 데리고 동경 개봉부를 떠난다.
한 달여 뒤 연안부로 가던 도중 사가촌(史家村) 촌장의 집에 머물게 되었고, 닷새 정도 묵은 뒤 출발을 위해 마구간으로 말을 보러 간 왕진은 온몸에 청룡 문신을 새긴 젊은이가 봉술 연습을 하고 있는 것을 발견한다. 왕진은 "꽤 하지만, 진짜 고수에게는 당할 수 없다" 라고 말을 하는데, 그 말을 듣고 화가 난 젊은이가 승부를 요청한다. 그때 나타난 촌장이, 이 젊은이는 자기 아들인 사진(史進)인데 괜찮다면 대결을 해 주었으면 좋겠다고 부탁한다.
그렇게 왕진은 봉을 잡고, 도전해 온 사진을 상대로 쉽게 이긴다. 당황한 사진은 부디 자신의 스승이 되어 달라고 간청하였고, 왕진 또한 자신의 정체를 밝히면서 숙식에 대한 보답으로 그날부터 매일 사진에게 무예 십팔반 병기인 '모(矛)·추(鎚)·활(弓)·노(弩)·총(銃, 도끼의 일종이라 함)·편(鞭)·간(簡, 철편의 일종)·검(劍)·쇠사슬(鏈)·과(撾)·도끼(斧)·큰도끼(鉞)·꺾창(戈)·극(戟)·방패(牌)·봉(棒)·창(鑓)·차(杈)'를 가르친다.
반년 뒤 사진의 솜씨가 충분히 숙달된 것을 보자 왕진은 사가촌을 떠나 연안부로 향하다가 그대로 이야기에서 사라진다. 후에 사진이 여러 차례 왕진을 찾아 나섰지만 만나지는 못한다.

## 수호후전
《수호후전》에서는 호연작, 악비등과 금나라와의 전선에서 싸우지만 유지되지 못하고, 전선이 붕괴된 후에는 양산박 인물들과 함께 고구(高俅), 채경(蔡京), 동관(童貫), 채유(蔡攸) 등 네 간신들을 베고 그 후에도 양산박 인물들과 행동을 같이 한다.